# Чийгоз, Ахтем Зейтуллаевич
Ахте́м Зейтулла́евич Чийго́з (крымскотат. Ahtem Zeytulla oğlu Çiygöz, укр. Ахтем Зейтуллайович Чийгоз; род. 14 декабря 1964, Булунгур, Самаркандская область) — украинский политик, депутат Верховной рады от «Европейской солидарности». Член Меджлиса крымскотатарского народа.

## Биография
Родился 14 декабря 1964 года в Булунгуре. Мать — Алие Чийгоз (скончалась в 2017 году). Старший брат — политик Рустем Чийгоз (1963—2010). С 1979 по 1989 год семья проживала на Кубани.
В 1989 году семья переехала в Крым. В 1991 году был избран в органы крымскотатарского самоуправления. С июня по декабрь 1998 года — плотник частного предприятия «Союз ВЛТ» в селе Плодовое Бахчисарайского района. С мая по сентябрь 2000 года — рабочий передвижной механизированной колонны города Бахчисарай.
С 2002 по 2010 год — член Совета представителей крымскотатарского народа при Президенте Украины. Как минимум с 2004 года являлся председателем Бахчисарайского меджлиса. Участвовал в рейдерском захвате детского лагеря «Радар». В сентябре 2004 года на пешеходном переходе в Бахчисарае сбил Светлану Бондаренко, находившуюся на шестом месяце беременности. В результате полученных травм 27-летняя женщина скончалась через два дня. Более 500 жителей города поставили подпись под письмом с требованием начать уголовное производства в отношении Чийгоза. Спустя два месяца мать потерпевшей заявила, что правоохранительные органы не ведут расследование, а в её адрес поступают угрозы.
Делегат IV Курултая крымскотатарского народа в ноябре 2004 года. В ходе Оранжевой революции поддерживал Виктора Ющенко. Входил в региональный штаб всеукраинского объединения «За Украину! За Ющенко!». Начатое судебное дело Чийгоз и его сторонники расценили как политическое преследование. 6 ноября 2007 года, принадлежавшие Чийгозу торговые ряды на плато Ай-Петри были снесены. В ходе сноса произошло противостояние между МВД и порядка 50-ю сторонниками меджлиса под руководством Чийгоза. В декабре 2007 года Чийгоз был арестован по решению Ялтинского городского суда.
В 2006 и 2010 годах избирался депутатом Бахчисарайского районного совета. В 2008 году входил в десятку самых влиятельных крымскотатарских политиков по версии газеты «Авдет». На выборах в Верховный Совет Крыма 2010 года баллотировался от партии «Рух», однако в парламент не прошёл.
В октябре 2011 года суд приговорил Чийгоза выплатить семье погибшей Светланы Бондаренко 80 тысяч гривен компенсации.
На выборах в Верховную раду 2012 года занял второе место в своём одномандатном округе, уступив регионалу Григорию Грубе.
Перед сложением Мустафой Джемилевым полномочий руководителя Меджлиса крымскотатарского народа являлся одним из претендентов на вакантный пост, однако на выборах руководителя Меджлиса отказался от должности, поддержав кандидатуру Рефата Чубарова. В декабре 2013 года стал заместителем председателя Меджлиса.

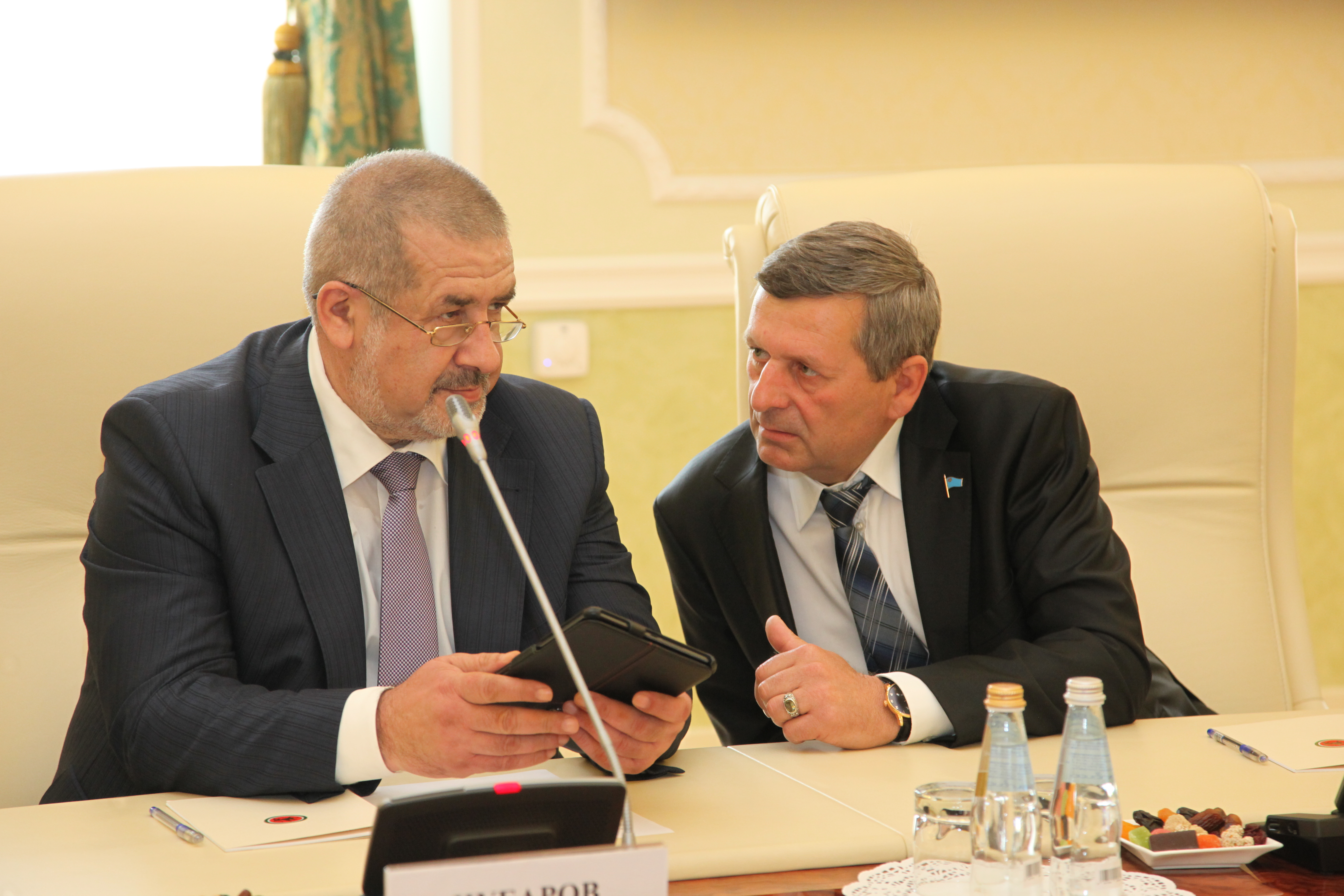
Вместе с Рефатом Чубаровым на встрече с руководством Татарстана, 26 мая 2014

Зимой 2013 года поддержал Евромайдан. В апреле 2014 года Прокуратура Крыма вынесла предупреждение Чийгозу «О недопущении ведения экстремистской деятельности». После запрета ФСБ Рефату Чубарову въезда на полуостров, Чийгоз исполнял обязанности главы Меджлиса в Крыму.
За участие в митинге перед зданием крымского парламента 26 февраля 2014 года Чийгоза задержали 29 января 2015 года по подозрению в нарушении части 1 статьи 212 Уголовного кодекса Российской Федерации («организация массовых беспорядков»). Санкции данной статьи грозили Чийгозу 10 годами лишения свободы. Организация Amnesty International назвала арест «очередной репрессивной мерой против несогласных с аннексией Крыма». Правозащитная организация «Мемориал» признала Чийгоза политическим заключённым. Суд в отношении Чийгоза начался 28 декабря 2015 года в Симферополе. Всего по его делу прошло 151 судебное заседание.
11 сентября 2017 года Верховный суд Республики Крым приговорил его к восьми годами заключения. Спустя месяц, 25 октября, Чийгоза и Ильми Умерова освободили и выдали Турции в обмен на арестованных там по обвинению подготовке убийств чеченских эмигрантов россиян Александра Смирнова и Юрия Анисимова. 27 октября Чийгоз и Умеров прибыли в Киев.

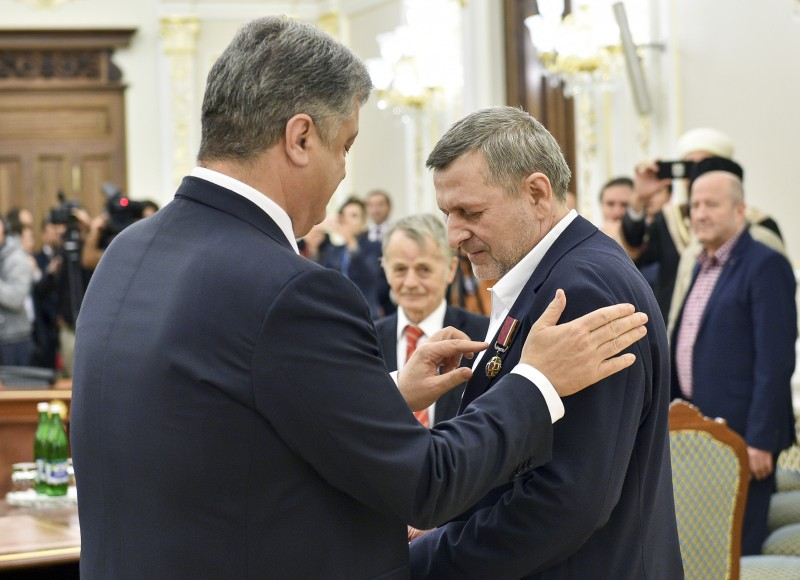
Президент Украины Пётр Порошенко вручает орден «За заслуги», октябрь 2017 года

На досрочных выборах в украинский парламент 2019 года прошёл в депутаты по списку «Европейской солидарности» под № 8. На момент избрания оставался беспартийным. Присягу народного депутата принял 29 августа 2019 года. Был избран председателем подкомитета ВР по вопросам этнополитики, прав коренных народов и национальных меньшинств.
4 сентября 2020 года включён в список украинских физических лиц, против которых российским правительством введены санкции.

## Награды
- Орден «За заслуги» ІІІ степени (24 августа 2017) — «За значительный личный вклад в государственное строительство, социально-экономическое, научно-техническое, культурно-образовательное развитие Украины, весомые трудовые достижения и высокий профессионализм»[28]

## Семья
Супруга — Эльмира Наримановна Аблялимова. Являлась депутатом Бахчисарайского городского совета и районного советов. Генеральный директор Бахчисарайского государственного историко-культурного заповедника в 2014 году. Воспитывает четверых детей.
55-й день рождения отметил в Киеве в ресторане «Eski Qırım».